# ایدیر (خواننده)
حمید شریط معروف به ایدیر (قبایلی: Ḥamid Ceryat; زاده ۲۵ اکتبر ۱۹۴۹ – درگذشته ۲ مهٔ ۲۰۲۰) خواننده-ترانه‌پرداز اهل الجزایر بود. وی بین سال‌های ۱۹۷۶ تا ۲۰۲۰ میلادی فعالیت می‌کرد.